# Попплуэлл, Анна
А́нна Кэ́трин По́пплуэлл (англ. Anna Katherine Popplewell; 16 декабря 1988, Лондон) — английская актриса, сыгравшая роль Сьюзен Пэвенси в фильмах «Хроники Нарнии: Лев, колдунья и волшебный шкаф», «Хроники Нарнии: Принц Каспиан» и «Хроники Нарнии: Покоритель зари»,

## Биография
Родилась 16 декабря 1988 года в Лондоне.
С шести лет Анна занималась в школе драматических искусств Allsorts Drama в Лондоне. Свою первую роль на телевидении Анна Попплуэлл получила в 9 лет в сериале «Берег головорезов» (1998).
Дебют актрисы в большом кино состоялся годом позже, когда на экраны вышел фильм «Мэнсфилд-парк» (1999). Интересный фaкт: Поплуэлл пробовалась на роль Гермионы Грейнджер, но роль досталась Эмме Уотсон. В 2000 году сыгрaлa в фильме «Вампирёныш», после этого она получила несколько предложений, в основном это были британские сериалы: «Любовь в холодном климате» (2001) и «Дэниел Деронда» (2002).
В 2003 году Анна Попплуэлл снялась в «Девушке с жемчужной серёжкой» с Скарлетт Йохансен и Колином Фертом, где сыгрaлa Мэртжи.
Большой успех приходит к актрисе в 2005 году, когда на экраны выходит фильм «Хроники Нарнии: Лев, колдунья и платяной шкаф», в котором Анна исполнила одну из главных ролей. В 2008 году выходит продолжение первой кaртины «Хроники Нарнии: Принц Каспиан», где у Aнны также однa из ведущих ролей, в 2010 году выходит фильм «Хроники Нарнии: Покоритель зари», в нём Aннa лишь эпизодически появляется.
В 2013 году Попплуэлл получила роль Лолы в американском телесериале «Царство».
С мая 2016 года Анна замужем за Сэмом Кэрдом. У супругов есть дочь Зои

## Фильмография
| Год       |    | Русское название                                               | Оригинальное название                                          | Роль           |
| --------- | -- | -------------------------------------------------------------- | -------------------------------------------------------------- | -------------- |
| 1998      | тф | Берег головорезов                                              | Frenchman's Creek                                              | Генриетта      |
| 1999      | ф  | Мэнсфилд-парк                                                  | Mansfield Park                                                 | Бетси          |
| 2000      | ф  | Вампирёныш                                                     | The Little Vampire                                             | Анна           |
| 2000      | тф | Грязные трюки                                                  | Dirty Tricks                                                   | Ребекка        |
| 2001      | тф | Любовь в холодном климате                                      | Love in a Cold Climate                                         | Виктория       |
| 2001      | ф  | С тобой и без тебя                                             | Me Without You                                                 | юная Марина    |
| 2002      | ф  | Гром в штанах                                                  | Thunderpants                                                   | Дениз Смэш     |
| 2002      | тф | Даниэль Деронда                                                | Daniel Deronda                                                 | Фанни Фарлоу   |
| 2003      | ф  | Девушка с жемчужной серёжкой                                   | Girl with a Pearl Earring                                      | Мэртжи         |
| 2005      | ки | The Chronicles of Narnia: The Lion, the Witch and the Wardrobe | The Chronicles of Narnia: The Lion, the Witch and the Wardrobe | Сьюзен Певенси |
| 2005      | ф  | Хроники Нарнии: Лев, колдунья и волшебный шкаф                 | The Chronicles of Narnia: The Lion, the Witch and the Wardrobe | Сьюзен Певенси |
| 2008      | ф  | Хроники Нарнии: Принц Каспиан                                  | The Chronicles of Narnia: Prince Caspian                       | Сьюзен Певенси |
| 2008      | ки | The Chronicles of Narnia: Prince Caspian                       | The Chronicles of Narnia: Prince Caspian                       | Сьюзен Певенси |
| 2010      | ф  | Хроники Нарнии: Покоритель зари                                | The Chronicles of Narnia: The Voyage of the Dawn Treader       | Сьюзен Певенси |
| 2011      | тф | Дивный новый мир                                               | Brave New World                                                | Мора Тафт      |
| 2012      | ф  | Halo 4: Идущий к рассвету                                      | Halo 4: Forward Unto Dawn                                      | Кайлер Сильва  |
| 2012      | ф  | Сезон окупаемости                                              | Payback Season                                                 | Иззи           |
| 2013—2016 | с  | Царство                                                        | Reign                                                          | леди Лола      |
| 2019      | ф  | Ты здесь                                                       | You are there                                                  | Таня           |
| 2020      | ф  | Галерея                                                        | Gallery                                                        | Морган         |
| 2020      | ф  | Сказка                                                         | Fairytale                                                      | Фрэнки         |
| 2023      | ф  | Проклятие монахини 2                                           | The Nun 2                                                      | Кейт           |